# Associazione Calcio Femminile Alaska Gelati Lecce
L'Associazione Calcio Femminile Alaska Gelati Lecce, meglio nota come Alaska Gelati Lecce, è stata una società di calcio femminile italiana con sede a Veglie, in provincia di Lecce. Ha vinto tre Scudetti e due Coppe Italia negli anni ottanta.

## Storia
L'Alaska Gelati Lecce venne fondata nel 1970 dall'imprenditore locale Ernesto Guarini, che diede vita ad uno dei primissimi esperimenti di calcio femminile in Puglia. Nel 1972 gioca nel girone E del campionato di Serie A, accedendo agli spareggi per il girone finale, che si disputarono a Roma. Nel 1974 la squadra disputa il suo primo campionato di serie A a girone unificato e si rinforza con gli acquisti di alcune calciatrici straniere: l'austriaca Monika Karner, e poi, negli anni successivi, la scozzese Rose Reilly, la danese Susy Augustesen. Nel 1981, allenata dal tecnico locale Piero Cacciatore, vince il suo primo scudetto e la sua prima Coppa Italia, con Rose Reilly miglior marcatrice del campionato. Nel 1982 l'Alaska Lecce conquista campionato e Coppa Italia. Il terzo titolo nazionale arriva la stagione seguente. Nello stesso anno Susy Augustesen vince il titolo marcatrici.
La storia dell'Alaska Lecce finisce l'anno seguente per la fusione con il Trani 80 che già nel 1984, conquista lo scudetto. Fino al 2007, quando la Handball Casarano si è aggiudicata il campionato italiano di pallamano maschile, è stata l'unica formazione della provincia di Lecce a vincere un campionato nazionale maggiore a livello di sport di squadra.

## Palmarès

### Competizioni nazionali
- Campionato italiano: 3

1981, 1982, 1983
- Coppa Italia: 2

1981, 1982

### Altri piazzamenti
- Coppa Italia:

Finalista: 1980

## Statistiche

### Partecipazione ai campionati
| Livello | Categoria              | Partecipazioni | Debutto | Ultima stagione | Totale |
| ------- | ---------------------- | -------------- | ------- | --------------- | ------ |
| 1º      | Serie A                | 6              | 1972    | 1983            | 6      |
| 2º      | Serie A Interregionale | 1              | 1973    | 1973            | 4      |
| 2º      | Interregionale         | 1              | 1977    | 1977            | 4      |
| 2º      | Serie B                | 2              | 1978    | 1979            | 4      |